# RadioShack

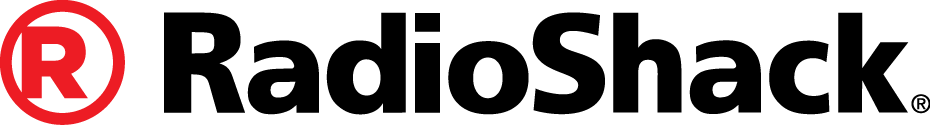

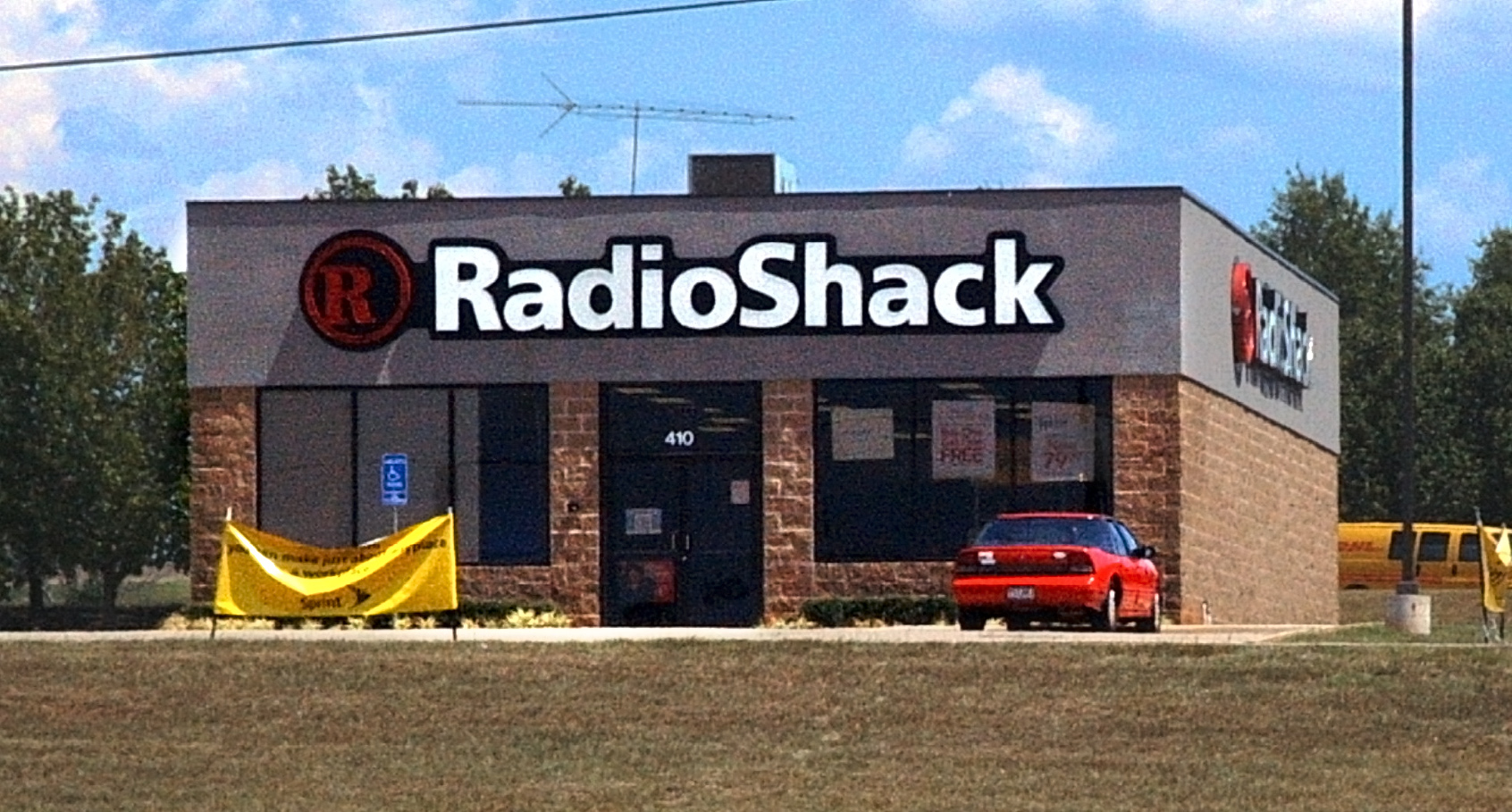

RadioShack Corporation (ex-Tandy Corporation) es una marca estadounidense de electrónica que actualmente opera bajo la propiedad de Grupo Unicomer. Desde 2023, Unicomer posee los derechos de la marca, la propiedad intelectual y los dominios de RadioShack en más de 70 países, incluyendo Estados Unidos, Canadá, Europa y China. En 2024, la marca regresó oficialmente al mercado estadounidense a través de su sitio web www.radioshack.com, marketplaces como Amazon y Walmart, y una plataforma B2B orientada a distribuidores y empresas. 

### Historia
RadioShack fue fundada en 1921 y alcanzó su punto máximo en 1999, con presencia en Estados Unidos, México, Reino Unido, Australia y Canadá. Sin embargo, el 5 de febrero de 2015, la empresa se acogió al Capítulo 11 de la Ley de Quiebras de los Estados Unidos, luego de once trimestres consecutivos de pérdidas. Posteriormente, sus operaciones quedaron limitadas a Estados Unidos, México y Centroamérica. El 31 de marzo de 2015, la Corte de Quiebras del Distrito Norte de Texas aprobó la venta de 1,743 tiendas a General Wireless. 
En abril de 2015, Grupo Unicomer adquirió las marcas, la propiedad intelectual y los contratos de franquicia de RadioShack en Centroamérica, Sudamérica y el Caribe. En julio de ese mismo año, Grupo Gigante, a través de Office Depot México, obtuvo los derechos de licencia para operar la marca en México. 
Bajo la gestión de Unicomer, RadioShack ha desarrollado una estrategia centrada en el comercio en línea, con una oferta de productos que incluye accesorios de audio, equipos de gaming, accesorios móviles, productos de viaje, accesorios de computadora y artículos con diseño retro como radios multicanal y tocadiscos. La marca opera actualmente más de 240 tiendas en América Latina y mantiene presencia digital global a través de su tienda en línea y su red de distribuidores autorizados. 

## Ciclismo
El 23 de julio de 2009, el siete veces ganador del Tour de Francia (y luego desposeído por dopaje) y también estadounidense Lance Armstrong hizo público que a partir de la temporada 2010 RadioShack sería el patrocinador de un nuevo equipo ciclista, el Team RadioShack donde él mismo sería el jefe de filas y Johan Bruyneel el director. También contarían con ciclistas de la talla de Sérgio Paulinho, Haimar Zubeldia y Andreas Klöden entre otros.